# Guallatiri
Guallatiri er en af Chiles mest aktive vulkaner. Den er 6.071 m høj.
- Wikimedia Commons har flere filer relateret til Guallatiri

18°25′25″S 69°05′23″V / 18.4236°S 69.0897°V